# ریت کپیتال
ریت کپیتال (انگلیسی: RIT Capital) شرکت سرمایه‌گذاری بریتانیایی است، که در سال ۱۹۶۱ توسط جیکوب روتشیلد تأسیس شد.